# Теория международных отношений
Тео́рия междунаро́дных отноше́ний — дисциплина, в рамках которой международные отношения рассматриваются с теоретической точки зрения. Данная дисциплина прослеживает и анализирует общие закономерности международных отношений в виде концепций. Оле Холсти описывает функционирование теории международных отношений как пары цветных солнечных очков, которые позволяют человеку видеть в них разные цветовые окраски окружающего мира, но не всю действительность. К примеру, реалист может пренебречь определённым явлением в международных отношениях, тогда как конструктивист может посчитать то же самое явление весьма важным. Три наиболее популярных теории в международных отношениях — это реализм, либерализм и марксизм.
Теории международных отношений можно разделить по принципу: «позитивистские/рационалистские» теории, которые фокусируются на анализе с точки зрения государства, и «постпозитивистские/рефлективистские», включающие более расширенные понятия, помимо точек зрения государства, на безопасность (учёт культурных, экономических, социальных факторов на ведение международной политики). Примечательно, что противоположные по идеям теории в международных отношениях весьма часто сосуществуют друг с другом в геополитике. Скажем, конструктивизм, институционализм, марксизм, и другие. Тем не менее, на сегодняшний день самыми распространёнными школами международных отношений являются реализм и либерализм. Растёт и число приверженцев социального конструктивизма.

## Введение
Теоретическое изучение международных отношений берёт своё начало ещё после Первой Мировой Войны, когда в Уэльском Университете была открыта кафедра международных отношений. Вторая волна изучения началась с конца 30-х годов XX века. Известными исследователями считаются Э.Х Карр The Twenty Years' Crisis и Ганс Моргентау Politics Among Nations. Первые школы международных отношений в межвоенный период фокусировались на изучении явления, где баланс сил как принцип ведения международной политики заменялся принципом коллективной безопасности. Эти мыслители именовались «Идеалистами». Самой ярой критикой этого направления считается «реалистический» анализ, предложенный Карром.
Пояснительные и материальные подходы в теории международных отношений являются разграничителями при классифицировании различных теорий международных отношений. Пояснительные теории — это те, которые видят мир как нечто не поддающееся теоретическому анализу, это данность, которую нужно принять. Материальная теория рассматривает теоретический анализ как инструмент, который помогает понять окружающую действительность благодаря нахождению общих фундаментальных закономерностей в различных явлениях.

## Реализм

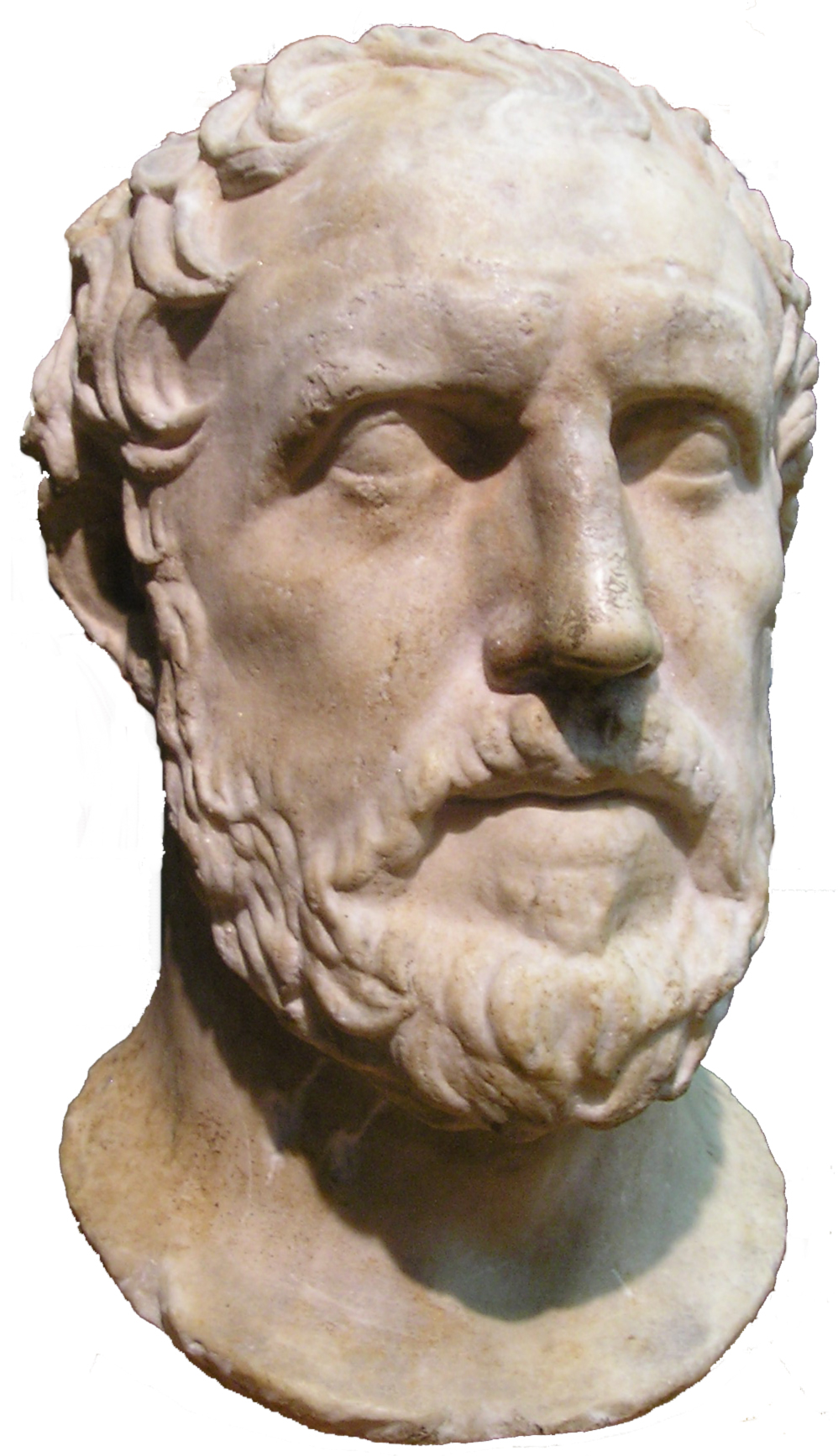
Фукидид, автор Истории Пелопонесской войны, считается первым реалистом.

Реализм или политический реализм является доминирующей дисциплиной с самого начала своего возникновения. Данная теория основывается на трудах Фукидида, Макиавелли, и Томаса Гоббса. Ранний реализм можно охарактеризовать как реакция на межвоенное идеалистическое мышление. Начало Второй мировой войны рассматривалось реалистами как доказательство недостаточного идеалистического мышления. Существует большое количество направлений реализма, однако основополагающими принципами остаются этатизм, выживание, самостоятельность и самосовершенствование.
- Статизм: главными игроками на международной арене являются национальные государства.[10] . Иначе эта теория называется «центрированной на государстве» (англ. state-centric). Теория отлична от либеральных теорий международных отношений, где ведущая роль отводится негосударственным игрокам, наднациональным политическим образованиям и международным организациям.
- Выживание: международная политика находится в состоянии анархии, то есть в ней не существует центральной власти.[8] Следовательно, международная политика — это борьба за власть между государствами, основывающаяся на приоритете национальных интересов.[11]
- Самостоятельность и самосовершенствование: во время борьбы государства за своё выживание ни на одно из других государств рассчитывать нельзя. Следовательно, каждое государство должно самосовершенствоваться, чтобы, во-первых, иметь независимую политику, во-вторых, успешно отстаивать свои национальные интересы.

Реализм делает несколько ключевых умозаключений: национальные государства унитарны, проводят внешнюю политику, будучи игроками в анархичной системе международных отношений, основываясь на географическом принципе. Анархическая международная система способна регулировать взаимодействие стран. Любые национальные государства являются первичными игроками на международной арене. Следовательно, как высшая организационная форма, государства находятся в постоянной конкуренции друг с другом. Государство ведёт себя тем или иным образом, выступая в качестве автономного рационального игрока, преследующего свои собственные интересы и с главной целью — поддерживать и укреплять собственную безопасность, и как следствие суверенитет и выживание. Реализм утверждает, что преследуя свои интересы, государства накапливают ресурсы, и дальнейший характер взаимодействия государств определяется количеством накопленных ресурсов. Это определяет уровень могущества государства. Могущество государства, в свою очередь, определяется военными, экономическими и политическими возможностями.
В XX в. выделилось два течения реализма — наступательный и оборонительный.  Сторонники обеих концепций считают, что государства в международных отношениях руководствуются мотивом выживания, в связи с чем, испытывая страх перед неопределенностью, они наращивают свою мощь. С точки зрения оборонительного реализма (К. Уолтц, С. Уолт, Р. Джервис), возникает дилемма безопасности — парадоксальная ситуация, в которой меры по обеспечению национальной безопасности одного государства воспринимаются другим как угроза собственной безопасности. Парадоксальность состоит в том, что усиление могущества страны А в условиях международной анархии может повлечь за собой контрмеры со стороны Б и, следовательно, вызвать конфликт, который не является целью ни государства А, ни государства Б. Задачей государства является обеспечение собственной безопасности. Сторонники наступательного реализма (Дж. Миршаймер, Р. Гилпин, Ф. Закария) считают, что обеспечить безопасность представляется возможным лишь при постоянном увеличении собственного потенциала и мощи.

### Неореализм
Неореализм или структурный реализм — это развитие реализма, впервые описанное Кеннетом Уолтцом в Tеории международной политики. Существуют различные течения неореализма. Часто неореализм называют «современным реализмом». Уолтцовский неореализм утверждает, что эффект структуры нужно принимать во внимание при объяснении поведения разных стран. Под структурой понимается a) основополагающий принцип функционирования системы международных отношений, то есть анархия и б) распределение возможностей между государствами. Уолтц ставит под сомнение традиционный реалистический подход о мощи государства исключительно с точки зрения военной силы, вместо этого он раскрывает понятие государственной мощи как комбинация возможностей государства в разных сферах (социальная, культурная, экономическая, политическая).

## Либерализм

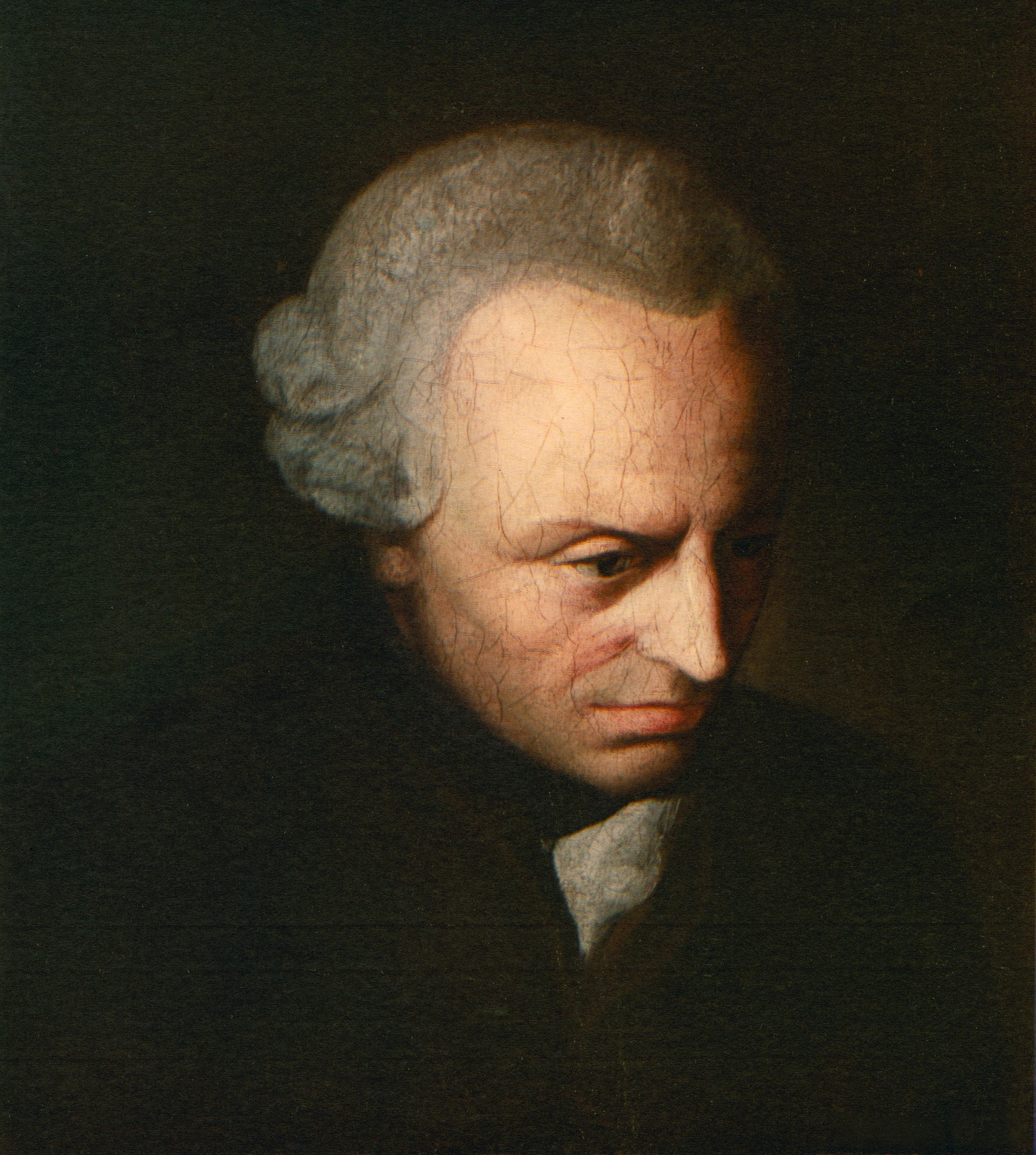
Работы Канта на тему вечного мира были первым вкладом в теорию демократического мира.

Предшественником либерализма был «идеализм» или «утопианизм», который реалистами критиковался. В международных отношениях идеализм (также называемый «Вильсонианизм», ассоциируемый с американским президентом Вудро Вильсоном) — это политическая школа, которая исповедует принцип подчинённости внешней политики государства нуждам внутренней политики. Для прояснения картины можно привести следующий пример: идеалист может искренне верить, что борьба с бедностью в своей стране должна обязательно сопровождаться борьбой с бедностью за рубежом. Вильсоновский идеализм был предтечей либерализма, который получил широкое признание после Второй мировой войны.
Либерализм утверждает, что государственные предпочтения, а не государственные возможности являются первостепенными определяющими поведения государств. В отличие от реализма, где государство рассматривается как унитарный игрок, либерализм допускает плюрализм в действиях государства. Следовательно, предпочтения будут различаться от государства к государству, зависимо от культуры, экономической системы или от политического режима. Либерализм также считает, что взаимодействие между государствами не ограничивается только проблемами государственной безопасности, но также происходит взаимодействие через коммерческие фирмы, организации и частных лиц. Как следствие, вместо анархичной системы международных отношений, вводится понятие о более сложном устройстве системы МО. К примеру, через киноиндустрию отдельной страны возможно распространение её культуры по всему миру — это и есть прямой признак силы культуры в международных отношениях. Ещё одним тезисом данной теории является утверждение, что всеобщая выгода достижима при условии кооперации и взаимозависимости, которые являются залогом спокойствия.

### Неолиберализм
Неолиберализм, либеральный институционализм или неолиберальный институционализм — это развитие либерализма. Данная теория утверждает что международные политические институты могут позволить государствам успешно кооперировать в международных отношениях. Его ведущая идея может быть сформулирована следующим образом: интенсификация и всемирное распространение свободного рынка, как экстенсивно — в международном масштабе, так и интенсивно — на все сферы жизни общества. Таким образом, неолиберализм проявляет принципиальное родство с глобализацией, особенно в экономической сфере. Проникая в мировую экономику, свободный международный рынок начинает влиять прямым образом на международные отношения — возрастает роль транснациональных корпораций. В этих условиях государственные интересы начинают играть важную, но уже не первостепенную роль.

### Постлиберализм
Одна из версий постлиберальной теории доказывает, что в рамках современного, глобализированного мира, государства фактически вынуждены кооперироваться для того, чтобы обеспечить свою безопасность и суверенные интересы. Различие от классического либерализма заключается в новой интерпретации понятий суверенитет и автономия. Автономия становится весьма проблематичной концепцией, отошедшей от таких традиционных понятий как свобода, самоопределение, фактор и приобретающей всё более усложнённый вид. Важно сказать, что автономия связана с возможностью государства к качественному управлению. Аналогично, суверенитет отходит от понятия права к обязанностям. В глобализованном мире международные организации способны привлекать суверенные государства к ответственности за различные действия. Это обстоятельство приводит к ситуации, когда суверенитет теряет свою изначальную трактовку. Тем не менее, не стоит воспринимать данную теорию как единственно правильную. Единственный возможный способ интерпретировать постлиберальную теорию — это мысль о том, что не существует и не будет существовать такой международной организации, которая сможет поддерживать глобальную стабильность и безопасность, решить проблему анархии в системе международных отношений. Но есть стремление к решению этих проблем, именно поэтому многие государства добровольно отказываются от некоторых своих прав ради полной автономии и суверенитета, иначе говоря государства делегируют часть своего суверенитета международной организации, которая взамен будет защищать интересы этих государств. Ещё одной версией постлиберализма является то, что общественные силы являются весьма существенными для понимания сущности определённого государства и целиком системы международных отношений. Без понимания общественного вклада в политическую систему и иные сферы политической жизни государства, невозможно понять причины взлёта и падения, слабости, мощи определённых стран. Более того, влияние общественных сил на политику и экономику, государственные органы и институты показывает некие эмпирические свидетельства того, что в наши дни происходят определённые сдвиги в системе международных отношений.

## Конструктивизм

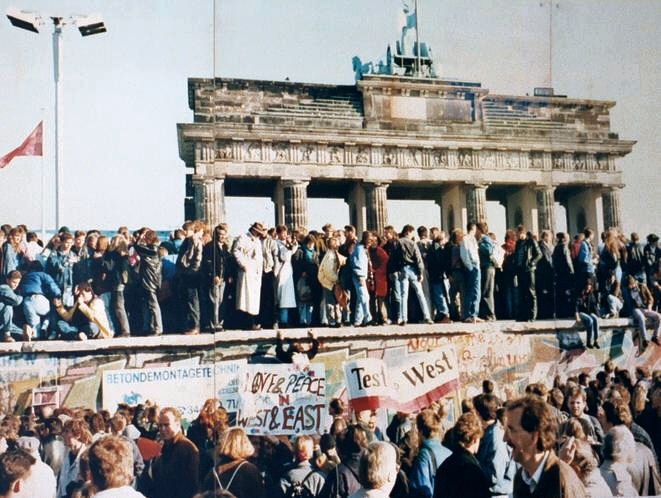
Становление конструктивизма как теории международных отношений началось после падения Берлинской стены (на рисунке) и коммунизма в Восточной Европе

Конструктивизм понимается как теория, ставящая под сомнения идеи неореалистов и неолибералов. Ключевой принцип конструктивизма — это вера в то, что международная политика формируется под воздействием неоспариваемых идей, коллективных ценностей, культуры и социальной идентификации. Конструктивизм доказывает, что международная реальность создана на основе социальных ценностей, которые придают новое значение материальному миру (идеи, близкие к социализму). Данная теория возникла на почве споров вокруг научного метода международных отношений и роли теорий в образовании новых международных сил.
Провал реалистов и либералов в предсказывании конца холодной войны резко повысил авторитет конструктивистов. Конструктивизм критикует традиционный статистический подход либерализма и реализма в анализе международных отношений, акцентируя внимание на том, что международные отношения — это социальная конструкция. В то время как в международных отношениях реализм имеет дело в основном с безопасностью и материальной силой, а либерализм больше обращается к экономической взаимозависимости и факторам внутренней политики государств, конструктивизм больше всего сосредоточен на анализе роли идей в системе международных отношений. Под «идеями» конструктивисты подразумевают цели, угрозы, страхи, тождества и другие элементы воспринимаемой реальности, которые влияют на государства и негосударственные объекты международных отношений. Конструктивисты считают, идейные факторы часто имеют цели и результаты в долгосрочном периоде, и это является преимуществом над материалистическими теориями (реализм, либерализм). К примеру, конструктивисты отмечают, что увеличение армии США вероятнее будет негативно воспринято на Кубе или в России (исторически враждебные государства), тогда как в Канаде и Великобритании (исторические союзники США) это будет воспринято позитивно. Следовательно, восприятие одного и того же явления в международных отношениях может различаться в зависимости от условий, в которых находятся государства. Более того, конструктивисты не считают анархию постоянной консистенцией в системе международных отношений, доказывая крайнее непостоянство и субъективность этого явления словами Александра Вендта: «Анархия — это то, что из неё делают государства». Конструктивисты также считают, что социальные нормы формируют и изменяют международную политику с течением времени намного существеннее, чем вопросы национальной безопасности (основная концепция реалистов).

## Марксизм

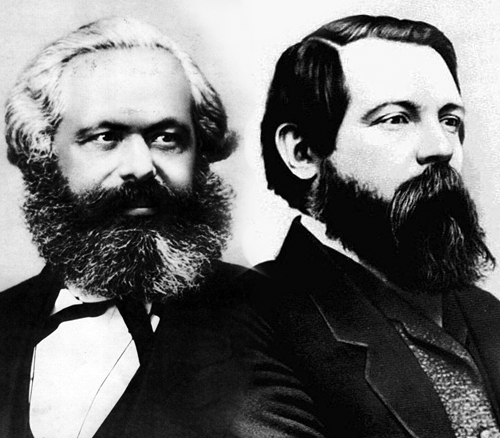
Портрет Карла Маркса и Фридриха Энгельса.

Марксистская и неомарксистская теории международных отношений являются отражениями реалистски/либеральных взглядов на государство, конфликтующее и кооперирующее перманентно, однако данные теории большое внимание уделяют экономическим и материальным аспектам в системе международных отношений. Подход марксистов доказывает весомую роль исторического материализма и делает вывод, что экономические вопросы в ходе человеческой истории превосходят все остальные, тем самым делая социальный класс предметом изучения в марксизме. Марксистский подход рассматривает международную систему как интегрированная капиталистическая система, преследующая цель накопить как можно больше капитала.
Один из примечательных марксистских подходов к теории международных отношений сформулирован Иммануилом Валлерстайном — мир-системный анализ. Данный анализ доказывает, что капитализм в рамках глобализации создал небольшое количество развитых индустриальных стран, которые эксплуатируют все остальные развивающиеся страны. После краха СССР и развала коммунистической системы, марксизм сегодня переживает эпоху возрождения.
Критика марксизма заключается в том, что он гипертрофированно фокусируется на материализме.

## Английская школа международных отношений
Английская школа международных отношений, также известная как либеральный реализм, рационализм или британский институционализм, поддерживает идею о том, что существует «общество государств» на международном уровне, несмотря на анархию (отсутствие мирового лидера и мирового правительства). Примечательно, что несмотря на название, большинство представителей этой школы не являются ни британцами, ни англичанами.

## Функционализм
Функционализм развивался на фоне европейской интеграции. Наиболее близок по идеям к реализму, но отличается от него тем, что во главу угла ставятся не собственные интересы государства, а общие интересы группы стран. Как только начался процесс интеграции между государствами, его крайне сложно остановить.

## Критическая теория
Критическая теория (англ. Critical Theory) — исследовательский подход в рамках теории международных отношений, оформившийся и ставший влиятельным на рубеже 1970-1980-х годов и ассоциирующийся, прежде всего, с именами таких исследователей, как Р. Кокс и Э. Линклейтер.